# سزار بلاسکو بروکا
سزار بلاسکو بروکا (اسپانیایی: Cesar Velasco Broca‎؛ زادهٔ ۱۹۷۸) کارگردان فیلم کالت اهل اسپانیا است. وی دانش‌آموختهٔ دانشگاه کمپلوتنسه مادرید است.
از فیلم‌ها یا مجموعه‌های تلویزیونی که وی در آن‌ها نقش داشته است، می‌توان به «گورستان وحشت» اشاره نمود.